# Hyla zhaopingensis
A Hyla zhaopingensis a kétéltűek (Amphibia) osztályának békák (Anura) rendjébe és a levelibéka-félék (Hylidae) családjába tartozó faj.

## Előfordulása
A faj Kína endemikus faja. Természetes élőhelye szubtrópusi és trópusi nedves síkvidéki erdők, mocsarak, művelt földek, ültetvények, kertek, lepusztult erdők, pocsolyák és öntözött földek. A fajra élőhelyének elvesztése jelent fenyegetést.